# Radigojno
Radigojno este un sat din comuna Kolašin, Muntenegru. Conform datelor de la recensământul din 2003, localitatea are 125 de locuitori (la recensământul din 1991 erau 108 locuitori).

## Demografie
În satul Radigojno locuiesc 76 de persoane adulte, iar vârsta medie a populației este de 28,8 de ani (28,6 la bărbați și 29,0 la femei). În localitate sunt 29 de gospodării, iar numărul mediu de membri în gospodărie este de 4,31.
Populația localității este foarte eterogenă.
|  |

| Demografie | Demografie | Demografie |
| An         | Locuitori  | Locuitori  |
| ---------- | ---------- | ---------- |
|            |            |            |
|            |            |            |
|            |            |            |
|            |            |            |
| 1948       | 49         |            |
| 1953       | 55         |            |
| 1961       | 60         |            |
| 1971       | 58         |            |
| 1981       | 51         |            |
| 1991       | 108        | 107        |
| 2003       | 125        | 125        |

| \| Componența etnică conform recensământului din 2003[2] \| Componența etnică conform recensământului din 2003[2] \| Componența etnică conform recensământului din 2003[2] \| Componența etnică conform recensământului din 2003[2] \| Componența etnică conform recensământului din 2003[2] \| \| ----------------------------------------------------- \| ----------------------------------------------------- \| ----------------------------------------------------- \| ----------------------------------------------------- \| ----------------------------------------------------- \| \| \| \| \| \| \| \| Muntenegreni \| Muntenegreni \| \| 67 \| 53,6% \| \| Sârbi \| Sârbi \| \| 58 \| 46,4% \| \| necunoscută \| necunoscută \| \| 0 \| 0% \| |              |  |    |       |
| Componența etnică conform recensământului din 2003 |              |  |    |       |
| |              |  |    |       |
| Muntenegreni | Muntenegreni |  | 67 | 53,6% |
| Sârbi | Sârbi        |  | 58 | 46,4% |
| necunoscută | necunoscută  |  | 0  | 0%    |